# Circonscription électorale de Kagawa
La circonscription électorale de Kagawa (香川県選挙区, Kagawa-ken senkyo-ku) est une subdivision électorale de la Chambre des conseillers du Japon, représentant la préfecture de Kagawa. Deux conseillers y sont élus au scrutin uninominal majoritaire à un tour.

## Conseillers
| Série 1 (1947 : 1er, mandat de 6 ans) | Série 1 (1947 : 1er, mandat de 6 ans) | Élection                     | Série 2 (1947 : 2e, mandat de 3 ans) | Série 2 (1947 : 2e, mandat de 3 ans) |
| ------------------------------------- | ------------------------------------- | ---------------------------- | ------------------------------------ | ------------------------------------ |
|                                       | Hajime Miyoshi (ja) (PNC)             | 1947                         |                                      | Tsunetarō Katō (ja) (PLJ)            |
| 1950                                  | Hajime Miyoshi (ja) (PNC)             |                              | Takashi Morisaki (ja) (PSJ)          |                                      |
|                                       | Kazuo Shirakawa (ja) (Ind.)           | 1953                         | Takashi Morisaki (ja) (PSJ)          |                                      |
| 1956                                  | Kazuo Shirakawa (ja) (Ind.)           |                              | Tarō Hirai (ja) (PLD)                |                                      |
|                                       | Keikichi Masuhara (ja) (PLD)          | 1957,                        | Tarō Hirai (ja) (PLD)                |                                      |
| Juichi Tsushima (PLD)                 | 1959                                  |                              | Tarō Hirai (ja) (PLD)                |                                      |
| Juichi Tsushima (PLD)                 | 1962                                  |                              | Tarō Hirai (ja) (PLD)                |                                      |
|                                       | Tan Maekawa (ja) (PSJ)                | 1965                         | Tarō Hirai (ja) (PLD)                |                                      |
| 1968                                  | Tan Maekawa (ja) (PSJ)                |                              | Tarō Hirai (ja) (PLD)                |                                      |
| 1971                                  | Tan Maekawa (ja) (PSJ)                |                              | Tarō Hirai (ja) (PLD)                |                                      |
| ,1974                                 | Tan Maekawa (ja) (PSJ)                | Takushi Hirai (ja) (PLD)     |                                      |                                      |
| 1974                                  | Tan Maekawa (ja) (PSJ)                | Takushi Hirai (ja) (PLD)     |                                      |                                      |
|                                       | Kenji Manabe (ja) (PLD)               | Takushi Hirai (ja) (PLD)     | 1977                                 |                                      |
| 1980                                  | Kenji Manabe (ja) (PLD)               | Takushi Hirai (ja) (PLD)     |                                      |                                      |
| 1983                                  | Kenji Manabe (ja) (PLD)               | Takushi Hirai (ja) (PLD)     |                                      |                                      |
| 1986                                  | Kenji Manabe (ja) (PLD)               | Takushi Hirai (ja) (PLD)     |                                      |                                      |
|                                       | Jun Kioka (ja) (PSJ)                  | Takushi Hirai (ja) (PLD)     | 1989                                 |                                      |
| 1992                                  | Jun Kioka (ja) (PSJ)                  | Takushi Hirai (ja) (PLD)     |                                      |                                      |
|                                       | Kenji Manabe (PLD)                    | Takushi Hirai (ja) (PLD)     | 1995                                 |                                      |
| 1998                                  | Kenji Manabe (PLD)                    | Toshio Yamauchi (ja) (PLD)   |                                      |                                      |
| 2001                                  | Kenji Manabe (PLD)                    | Toshio Yamauchi (ja) (PLD)   |                                      |                                      |
| 2004                                  | Kenji Manabe (PLD)                    | Toshio Yamauchi (ja) (PLD)   |                                      |                                      |
|                                       | Emiko Uematsu (ja) (PDJ)              | Toshio Yamauchi (ja) (PLD)   | 2007                                 |                                      |
| 2010                                  | Emiko Uematsu (ja) (PDJ)              | Yoshihiko Isozaki (ja) (PLD) |                                      |                                      |
|                                       | Shingo Miyake (ja) (PLD)              | Yoshihiko Isozaki (ja) (PLD) | 2013                                 |                                      |
| 2016                                  | Shingo Miyake (ja) (PLD)              | Yoshihiko Isozaki (ja) (PLD) |                                      |                                      |
| 2019                                  | Shingo Miyake (ja) (PLD)              | Yoshihiko Isozaki (ja) (PLD) |                                      |                                      |
| 2022                                  | Shingo Miyake (ja) (PLD)              | Yoshihiko Isozaki (ja) (PLD) |                                      |                                      |
|                                       | Hidekazu Harada (ja) (PDP)            | Yoshihiko Isozaki (ja) (PLD) | 2025                                 |                                      |